# 1715 Salli
1715 Salli (1938 GK) là một tiểu hành tinh vành đai chính được phát hiện ngày 9 tháng 4 năm 1938 bởi H. Alikoski ở Turku.